# Ceromya natalensis
Ceromya natalensis là một loài ruồi trong họ Tachinidae.